# Born and Bred
Born and Bred è una serie drammatica inglese andata in onda sulla BBC One dal 2002 al 2005. Creato da Chris Chibnall e Nigel McCrery, ha per attori principali James Bolam e Michael French, che impersonano un padre ed un figlio che mandano avanti un cottage hospital a Ormston, a villaggio immaginario nel Lancashire negli anni Cinquanta. I personaggi di Bolam e French vennero successivamente sostituiti da personaggi impersonati da Richard Wilson e Oliver Milburn.

## Trama
Dr. Arthur Gilders e suo figlio Tom mandano avanti assieme un cottage hospital del National Health Service del Regno Unito. Tom è sposato con Deborah ed hanno quattro figli, Helen, Michael, Catherine e Philip. L'infermiera dell'ospedale è Linda Cosgrove, che ha sposato il poliziotto del villaggio Len. Il pub è condotto da Phyllis Woolf e l'emporio da Mr. Boynton. Il vicario è il Reverendo Brewer. Arthur e Tom lasciano la serie al terzo anno e sono sostituiti dal Dottor Donald Newman e dal Dottor Nick Logan.